# Uraneis
Uraneis is een geslacht van vlinders van de familie prachtvlinders (Riodinidae), uit de onderfamilie Riodininae.

## Soorten
- U. hyalina (Butler, 1867)
- U. ucubis Hewitson, 1870
- U. zamuro (Thieme, 1907)